# Yingze
 Yingze är ett stadsdistrikt i Taiyuan i Shanxi-provinsen i norra Kina.